# Chiré-en-Montreuil
Chiré-en-Montreuil é uma comuna francesa na região administrativa da Nova Aquitânia, no departamento de Vienne. Estende-se por uma área de 21,41 km². Em 2010 a comuna tinha 927 habitantes (densidade: 43,3 hab./km²).